# Plantago tubulosa
Plantago tubulosa är en grobladsväxtart som beskrevs av Joseph Decaisne. Plantago tubulosa ingår i släktet kämpar, och familjen grobladsväxter. Inga underarter finns listade i Catalogue of Life.